# Клеменс, Кристиан (футболист)
Кристиа́н Кле́менс (нем. Christian Clemens; род. 4 августа 1991, Кёльн, Германия) — немецкий футболист, полузащитник.

## Карьера
В 2001 году Клеменс пришёл в юношескую академию «Кёльна» из «Вайлер-Фолькховена». Он продвигался по возрастной системе клуба в течение 8 лет и 2009 году стал игроком второй команды «козлов», сыграв за неё в своём первом сезоне 10 игр.
С сезона 2010/11 Клеменс выступает за главную команду «Кёльна». 15 августа 2010 года в матче на кубок Германии против «Мойзельвица» состоялся его дебют в качестве игрока первой команды. Дебют Клеменса в Бундеслиге состоялся 12 сентября 2010 года в матче против «Санкт-Паули» (1:0). Свой первый гол в Бундеслиге он забил 11 декабря 2010 года в матче против франкфуртского «Айнтрахта» (1:0). В мае 2011 года Клеменс продлил контракт с «Кёльном» до 2014 года.
17 июня 2013 года Клеменс перешёл в «Шальке 04», подписав контракт до 2017 года. 6 января 2015 года он был отдан в аренду в «Майнц 05» до лета 2016 года.
В январе 2017 года Кристиан Клеменс вернулся в «Кёльн», подписав с клубом контракт до 30 июня 2021 года.
15 января 2021 года «Кёльн» объявил, что Клеменс покинет клуб и присоединится к «Дармштадт 98»